# روبرتس جافتوكاس
روبرتس جافتوكاس مواليد 20 مارس 1980 في شياولياي، الجمهورية الليتوانية السوفيتية الاشتراكية، هو لاعب كرة سلة ليتواني. بدأ مسيرته الاحترافية في سنة 1997. تم اختياره من قبل فريق سان أنطونيو سبرز خلال الدرافت. يحمل الرقم 15. يبلغ طوله 6 قدم 11 بوصة (2.1 م). مثّل منتخب بلاده. شارك في دورة الألعاب الأولمبية الصيفية سنة 2004. حقق المركز الثاني في بطولة أمم أوروبا لكرة السلة 2013.

## المسيرة الاحترافية
لعب مع شياولياي في موسم 1996–1997، ثم لعب مع ليتوفوس رايتس من سنة 2000 إلى 2006، ثم لعب مع نادي باناثينايكوس لكرة السلة في موسم 2006–2007، ثم لعب مع خيمكي في الدوري الروسي في موسم 2009–2010، ثم لعب مع فالنسيا باسكت في الدوري الإسباني في موسم 2010–2011، ثم لعب مع زالغيريس لكرة السلة في سنة 2011.

## سجل المنافسة
شارك في المنافسات التالية:
- بطولة أمم أوروبا لكرة السلة 2007
- بطولة أمم أوروبا لكرة السلة 2013
- بطولة أمم أوروبا لكرة السلة 2015
- الألعاب الأولمبية الصيفية 2004
- الألعاب الأولمبية الصيفية 2008
- الألعاب الأولمبية الصيفية 2016

## الميداليات
| الميدالية | المسابقة                         |
| --------- | -------------------------------- |
| برونزية   | بطولة كأس العالم لكرة السلة 2010 |
| فضية      | بطولة أمم أوروبا لكرة السلة 2013 |
| برونزية   | بطولة أمم أوروبا لكرة السلة 2007 |

## روابط خارجية
- روبرتس جافتوكاس على موقع الاتحاد الدولي لكرة السلة (الإنجليزية)
- روبرتس جافتوكاس على موقع الدوري الأوروبي لكرة السلة (الإنجليزية)
- روبرتس جافتوكاس على موقع سبورتس رفرنس (الإنجليزية)
- روبرتس جافتوكاس على موقع كرة السلة الأوروبية.كوم (الإنجليزية)
- روبرتس جافتوكاس على موقع كلية كرة السلة في سبورتس رفرنس.كوم (الإنجليزية)
- روبرتس جافتوكاس على موقع ريلجم (الإنجليزية)
- روبرتس جافتوكاس على موقع بروبوليرز (الإنجليزية)
- روبرتس جافتوكاس على موقع سبورتس رفرنس (الإنجليزية)
- روبرتس جافتوكاس على موقع اللجنة الأولمبية الدولية (الإنجليزية)
- روبرتس جافتوكاس على موقع أوليمبيديا (الإنجليزية)